# リー・モーガン・ラスト・アルバム
『リー・モーガン・ラスト・アルバム』（原題：The Last Session）は、アメリカ合衆国のジャズ・トランペット奏者、リー・モーガンが1971年に録音したスタジオ・アルバム。モーガンの没後の1972年に発売された。

## 解説
モーガンのスタジオ録音によるリーダー・セッションとしては最終作に当たる。ただし、モーガン自身は本作の録音から約半月後に、本作にも参加したボビー・ハンフリーのアルバム『フルート・イン』の録音でサイドマンを務め、また、1972年2月にはチャールズ・アーランドのアルバム『Intensity』の録音に参加した。「カプラ・ブラック」と「クロッケー・バレエ」はビリー・ハーパーが提供した曲で、後者はハーパーのリーダー・アルバム『ブラック・セイント』でも再演されている。
オリジナルLP (BST-84901)は2枚組だが、再発CDは1枚にまとめられた。
Michael G. Nastosはオールミュージックにおいて5点満点中4点を付け「モーガンが想像力豊かだった時期の作品で、当時はライバルのフレディ・ハバードやウディ・ショウがエレクトリック・サウンドを取り入れており、モーガンもそれに追従した」「輝かしい才気と、先進的な考えの持ち主であったモーガンが、これほどの若さで死去したことは不幸なことだ」と評している。

## 収録曲
1. カプラ・ブラック - "Capra Black" (Billy Harper) - 15:36
2. イン・ホワット・ディレクション・アー・ユー・ヘッディド? - "In What Direction Are You Headed?" (Harold Mabern) - 16:23
3. アンジェラ - "Angela" (Jymie Merritt) - 6:25
4. クロッケー・バレエ - "Croquet Ballet" (B. Harper) - 10:59
5. インナー・パッションズ・アウト - "Inner Passions Out" (Freddie Waits) - 17:35

## 参加ミュージシャン
- リー・モーガン - トランペット、フリューゲルホルン
- ビリー・ハーパー - テナー・サクソフォーン、アルトフルート
- グレイシャン・モンカー3世 - トロンボーン
- ボビー・ハンフリー - フルート
- ハロルド・メイバーン（英語版） - ピアノ、エレクトリックピアノ
- レジー・ワークマン - ダブル・ベース、パーカッション
- ジミー・メリット（英語版） - エレクトリック・アップライト・ベース
- フレディ・ウェイツ（英語版） - ドラムス、リコーダー